# Killers (album)
Killers je drugi studijski album britanskog heavy metal sastava Iron Maiden. Objavljen je 2. veljače 1981. godine u Ujedinjenom Kraljevstvu. Bio je to prvi album na kojem je svirao Adrian Smith i zadnji koji je sadržavao vokal Paula Di'Anna, koji je bio izbačen iz grupe zbog problema s alkoholom i kokainom. To je također bio album koji je producirao veteran Martin Birch, koji im je producirao albume sve do albuma Fear of the Darka.
Album je neobičan po tome što sadrži dva instrumentala te što ga je gotovo cijelog napisao Steve Harris uz malu pomoć ostatka skupine. Sve pjesme, uz izuzetak "Murders in the Rue Morgue" i "Killers", bile su napisane prije njihovog albuma prvijenca (sve pjesme nisu im mogle stati na samo jedan album, pjesme su kasnije bile ponovno snimljene kako bi na njima svirao Adrian Smith). Rana verzija pjesme "Wratchild" nalazila se na kompilaciji Metal for Muthas. Nekoliko mjeseci kasnije album je objavljen i u SAD-u. 
Pjesma "Twilight Zone" također je bila dodana u album. Pjesma "Murders in the Rue Morgue" nazvana je po istoimenoj priči Edgara Allana Poea u kojoj je "Rue Morgue" zamišljena pariška ulica. Pjesma "Wratchild" kasnije je bila ponovno objavljena na tribute albumu Numbers from the Beast.

## Popis pjesama
Tekstovi i glazba: Steve Harris, osim pjesme "Killers" koju je napisao s Paulom Di'Annom. 
| 1.    | »The Ides of March« (instrumental) | 1:46 |
| 2.    | »Wrathchild«                       | 2:55 |
| 3.    | »Murders in the Rue Morgue«        | 4:19 |
| 4.    | »Another Life«                     | 3:23 |
| 5.    | »Genghis Khan« (instrumental)      | 3:09 |
| 6.    | »Innocent Exile«                   | 3:54 |
| 7.    | »Killers«                          | 5:02 |
| 8.    | »Prodigal Son«                     | 6:13 |
| 9.    | »Purgatory«                        | 3:21 |
| 10.   | »Drifter«                          | 4:48 |
| 38:50 |                                    |      |

| Reizdana inačica albuma | Reizdana inačica albuma     | Reizdana inačica albuma | Reizdana inačica albuma | Reizdana inačica albuma | Reizdana inačica albuma | Reizdana inačica albuma | Reizdana inačica albuma | Reizdana inačica albuma | Reizdana inačica albuma |
| Br.                     | Skladba                     | Trajanje                |                         |                         |                         |                         |                         |                         |                         |
| ----------------------- | --------------------------- | ----------------------- | ----------------------- | ----------------------- | ----------------------- | ----------------------- | ----------------------- | ----------------------- | ----------------------- |
| 1.                      | »The Ides of March«         | 1:46                    |                         |                         |                         |                         |                         |                         |                         |
| 2.                      | »Wrathchild«                | 2:55                    |                         |                         |                         |                         |                         |                         |                         |
| 3.                      | »Murders in the Rue Morgue« | 4:19                    |                         |                         |                         |                         |                         |                         |                         |
| 4.                      | »Another Life«              | 3:23                    |                         |                         |                         |                         |                         |                         |                         |
| 5.                      | »Genghis Khan«              | 3:09                    |                         |                         |                         |                         |                         |                         |                         |
| 6.                      | »Innocent Exile«            | 3:54                    |                         |                         |                         |                         |                         |                         |                         |
| 7.                      | »Killers«                   | 5:02                    |                         |                         |                         |                         |                         |                         |                         |
| 8.                      | »Prodigal Son«              | 6:13                    |                         |                         |                         |                         |                         |                         |                         |
| 9.                      | »Purgatory«                 | 3:21                    |                         |                         |                         |                         |                         |                         |                         |
| 10.                     | »Twilight Zone«             | 2:33                    |                         |                         |                         |                         |                         |                         |                         |
| 11.                     | »Drifter«                   | 4:48                    |                         |                         |                         |                         |                         |                         |                         |
| 41:23                   |                             |                         |                         |                         |                         |                         |                         |                         |                         |

## Osoblje
| Iron Maiden - Paul Di'Anno — vokali - Steve Harris — bas-gitara, prateći vokali - Adrian Smith — gitara, prateći vokali - Dave Murray — gitara - Clive Burr — bubnjevi | Ostalo osoblje - Derek Riggs — naslovnica - Nigel Hewitt — inženjer zvuka - Martin "Headmaster" Birch — produkcija, inženjer zvuka |